# إليجيرية عطرية
إليجيرية عطرية (الاسم العلمي:Illigera aromatica) هي نوع من النباتات تتبع جنس الإليجيرية من فصيلة الهرنانديات.